# Вектор
Вектор је појам из математике, области линеарна алгебра, који је уведен првенствено да би се разликовале величине које се појављују у природи, а имају правац и смер, те се као такве разликују од величина које имају само интензитет и зову се скалари. Векторске величине су величине одређене са два или више параметара. Најпознатији су примери везани за геометрију у простору где се вектор одређује правцем, смером и интензитетом а представља стрелицом оријентисаном дуж правца, дужине пропорционалне интензитету, а чији врх показује смер на задатом правцу. Генерализовани вектор не мора бити ограничен на три димензије. Вектор у n-димензионалном простору описује се са n параметара.
У математици, физици, и инжењерству, Еуклидов вектор (који се понекад назива геометријским или просторним вектором, или — као што се то чини овде — једноставном вектор) геометријски је објекат који има магнитуду (или дужину) и смер. Вектори се могу додати другим векторима према правилима векторске алгебре. Еуклидов вектор се често представља линијским сегментом са одређеним смером, или графички као стрелица, која повезује почетну тачку A са крајњом тачком B, и означава се са {\displaystyle {\overrightarrow {AB}}.}
Физичко тумачење вектора обично се своди на тродимензионални простор. Тако су векторске величине брзина, сила, убрзање, импулс, момент импулса... Скаларне су маса, температура, запремина... Физичке величине чија векторска вредност зависи и од координате називају се тензорске. Оне се математички представљају матрицом, у најпростијем случају 3×3. Тензорским величинама се описују векторске величине у анизотропној средини рецимо код некубичних кристала. Тензорске величине су топлотна проводљивост, електрична проводљивост, дифузиони коефицијент, индекс преламања итд ... Вектор је оно што је неопходно за „преношење” тачке A до тачке B; латинска реч vector значи „носилац”. Први су га користили астрономи из 18. века који су истраживали планетарну револуцију око Сунца.

## Историја
Концепт вектора какав је данас познат, развијао се постепено током више од 200 година. Око десетак људи дало је значајан допринос.
Гиусто Белавитис је 1835. апстраховао основну идеју када је успоставио концепт еквиполенције. Радећи у Еуклидској равни, он је учинио еквиполентним било који пар линијских сегмената исте дужине и оријентације. У суштини, остварио је однос еквиваленције на паровима тачака (битачкама) у равни и тако успоставио први векторски простор у равни.‍:52–4

## Дефиниција
Вектор може бити дефинисан уређеним паром тачака. Рецимо да су то A и B из Rn. Тада је:
{\displaystyle {\overrightarrow {AB}}=\left(B_{1}-A_{1},B_{2}-A_{2},\dots ,B_{n}-A_{n}\right)}, а
{\displaystyle {\overrightarrow {BA}}=\left(A_{1}-B_{1},A_{2}-B_{2},\dots ,A_{n}-B_{n}\right)}
Вектор се може представити и са полазном тачком, јединичним вектором који одређује његов смер и интензитетом:
{\displaystyle {\overrightarrow {AB}}=A+||AB||\cdot {\frac {\overrightarrow {AB}}{||{\overrightarrow {AB}}||}}}
Ако овде ||AB|| заменимо са λ које може бити било који број из R дефинисали смо праву која пролази кроз тачку A а за вектор правца има вектор AB. Уколико је λ само не-негативно или само не-позитивно, дефинисана је полуправа, са почетком у тачки A.
Уколико је λ неки број различит од ||AB||, резултат је вектор који је са претходним колинеаран. Ако је нови вектор AB' ово значи да важи:
{\displaystyle {\overrightarrow {AB}}\times {\overrightarrow {AB'}}={\overrightarrow {0}}}

### Нула-вектор
Нула-вектор  је вектор чији је интензитет једнак нули. Обележава се као нула са назнаком за вектор.
{\displaystyle {\overrightarrow {a_{0}}}={\overrightarrow {0}},\;|{\overrightarrow {a_{0}}}|=0}

### Јединични вектор
Јединични вектор (орт) је вектор чији је интензитет једнак јединици. За сваки не-нула вектор a се може одредити одговарајући јединични вектор v истог правца и смера.
{\displaystyle {\overrightarrow {v}}={\frac {\overrightarrow {a}}{|{\overrightarrow {a}}|}},\;{\overrightarrow {a}}\neq {\overrightarrow {0}}}
Овај поступак се зове нормирање вектора.

## Операције над векторима
Над векторима, као и свим осталим елементима аналитичке математике, се могу увести аритметичке операције. При томе се вектор представља као уређена н-торка скалара који припадају неком пољу K. На пример:

{\displaystyle a=(a_{1},a_{2},a_{3},...,a_{n}),\;a_{i}\in K}, {\displaystyle i=1,...,n}

Је један n-димензионални вектор над пољем K. Појам n-димензионални долази од чињенице да је вектор дефинисан помоћу n скалара. Простор ових вектора се још назива , а скалари који чине вектор заједно са информацијом о њиховој позицији у уређеној n-торки координате вектора. На пример a1 је прва координата вектора, a2 је друга координата вектора итд.
Следе основне операције над векторима, које се у принципу дефинишу над векторима истих димензија.

### Интензитет вектора
Интензитет вектора се у еуклидској геометрији дефинише као квадратни корен збира квадрата његових координата.

{\displaystyle {\overrightarrow {a}}=(a_{1},a_{2},...,a_{n})\in K^{n}}

{\displaystyle |a|={\sqrt {\sum _{k=1}^{n}{a_{i}}^{2}}}={\sqrt {a_{1}^{2}+a_{2}^{2}+...+a_{n}^{2}}}}

### Множење вектора скаларом
Множење вектора {\displaystyle {\overrightarrow {a}}\in K^{n}} неким скаларом {\displaystyle \alpha \in K} је дефинисано као множење сваке координате ток вектора тим скаларом. Ова операција је комутативна.

{\displaystyle \alpha \cdot {\overrightarrow {a}}} = {\displaystyle \alpha \cdot (a_{1},a_{2},a_{3},...,a_{n})} = :{\displaystyle (\alpha \cdot a_{1},\alpha \cdot a_{2},...,\alpha \cdot a_{n}).}

### Сабирање вектора
Узмимо два вектора {\displaystyle a,b\in K^{n}\,}:

{\displaystyle {\overrightarrow {a}}=(a_{1},...,a_{n})}

{\displaystyle {\overrightarrow {b}}=(b_{1},...,b_{n})}

Њихово сабирање се дефинише као сабирање компоненти са истим индексима.

{\displaystyle +:(K^{n},K^{n})\rightarrow K^{n}\,}

{\displaystyle {\overrightarrow {c}}={\overrightarrow {a}}+{\overrightarrow {b}}}, 

{\displaystyle c_{i}=a_{i}+b_{i}\,}, где је {\displaystyle i=1,...,n\,}

При чему ће вектор c бити из простора {\displaystyle K^{n}\,}. Одузимање вектора би се вршило по сличном принципу:

{\displaystyle {\overrightarrow {c}}={\overrightarrow {a}}+(-{\overrightarrow {b}})}

При чему {\displaystyle -{\overrightarrow {b}}=(-b_{1},-b_{2},...,-b_{n})}.

### Скаларно множење вектора
Слично сабирању, скаларно множење вектора се дефинише као збир производа свих парова координата два вектора, које имају исте индексе. Овај збир и производ се преузимају из поља K. Разлика у односу на сабирање је то што је резултат скаларног производа два вектора из  у ствари један скалар из K. Конкретно за два вектора a и b из  би производ k изгледао овако:
{\displaystyle \cdot :(K^{n},K^{n})\rightarrow K}

{\displaystyle k={\overrightarrow {a}}\cdot {\overrightarrow {b}},k\in K}

{\displaystyle k=\sum _{k=1}^{n}{a_{i}\cdot b_{i}}}, где је {\displaystyle i=1,\,\ldots \,,n}
Овде треба приметити да је скаларни производ вектора такође једнак
{\displaystyle k={\overrightarrow {a}}\cdot {\overrightarrow {b}}=|{\vec {a}}|\cdot |{\vec {b}}|\cdot \cos \omega ,}
при чему је ω угао између a и b.

Ово заправо значи и:
{\displaystyle {\overrightarrow {a}}\cdot {\overrightarrow {b}}=0\Rightarrow {\overrightarrow {a}}\bot {\overrightarrow {b}}}

То јест да су два вектора нормални, ако им је скаларни производ једнак нули.

### Векторски производ
Још један тип производа карактерестичан за тродимензионалне еуклидске просторе је векторски производ. Дефинише се на следећи начин:
{\displaystyle \times :(E^{3},E^{3})\rightarrow E^{3}\,}

{\displaystyle {\overrightarrow {a}},{\overrightarrow {b}}\in E^{3}}

{\displaystyle {\overrightarrow {a}}\times {\overrightarrow {b}}={\begin{vmatrix}{\overrightarrow {i}}&{\overrightarrow {j}}&{\overrightarrow {k}}\\a_{1}&a_{2}&a_{3}\\b_{1}&b_{2}&b_{3}\end{vmatrix}}=}
{\displaystyle {\overrightarrow {i}}(a_{2}b_{3}-a_{3}b_{2})-{\overrightarrow {j}}(a_{1}b_{3}-a_{3}b_{1})+{\overrightarrow {k}}(a_{1}b_{2}-a_{2}b_{1})=} {\displaystyle {\begin{pmatrix}a_{2}b_{3}-a_{3}b_{2}\\a_{3}b_{1}-a_{1}b_{3}\\a_{1}b_{2}-a_{2}b_{1}\end{pmatrix}}}

Јер су {\displaystyle {\overrightarrow {i}}=(1,0,0)}, {\displaystyle {\overrightarrow {j}}=(0,1,0)} и :{\displaystyle {\overrightarrow {k}}=(0,0,1)} вектори канонске базе .
Код векторског производа је битно приметити следеће особине:
{\displaystyle {\overrightarrow {a}}\times {\overrightarrow {b}}\bot {\overrightarrow {a}},{\overrightarrow {b}}}, тј. векторски производ два вектора је нормалан на њих саме.
{\displaystyle |{\overrightarrow {a}}\times {\overrightarrow {b}}|=|{\vec {a}}||{\vec {b}}|\sin \omega }, где је :{\displaystyle \omega } угао између ова два вектора. Ово заправо значи да је интензитет векторског производа два вектора једнак површини паралелограма кога чине ови вектори.
{\displaystyle {\overrightarrow {a}}\times {\overrightarrow {b}}=-({\overrightarrow {b}}\times {\overrightarrow {a}})}, тј. векторски производ није комутативан.
{\displaystyle (\alpha \cdot {\overrightarrow {a}})\times {\overrightarrow {b}}=\alpha ({\overrightarrow {a}}\times {\overrightarrow {b}})}, где је {\displaystyle \alpha \in E}. Тј. векторски производ се лепо понаша према множењу скаларом слева.

### Мешовити производ
Мешовити производ вектора је тринарна математичка операција која уређену тројку вектора из  пресликава у скалар из E. Записује се са
{\displaystyle [{\overrightarrow {a}},{\overrightarrow {b}},{\overrightarrow {c}}]}
А по дефиницији је:
{\displaystyle [{\overrightarrow {a}},{\overrightarrow {b}},{\overrightarrow {c}}]=({\overrightarrow {a}}\times {\overrightarrow {b}})\cdot {\overrightarrow {c}}=} {\displaystyle {\begin{vmatrix}a_{1}&a_{2}&a_{3}\\b_{1}&b_{2}&b_{3}\\c_{1}&c_{2}&c_{3}\end{vmatrix}},} :{\displaystyle {\overrightarrow {a}},{\overrightarrow {b}},{\overrightarrow {c}}\in E^{3}}
Што значи да је вредност мешовитог производа три вектора једнака запремини паралелопипеда конструисаног над њима. Следе нека основна својства мешовитог производа:
- {\displaystyle [{\vec {a}},{\vec {b}},{\vec {c}}]=[{\vec {b}},{\vec {c}},{\vec {a}}]=[{\vec {c}},{\vec {a}},{\vec {b}}]}
- {\displaystyle [{\vec {a}},{\vec {b}},{\vec {c}}]=-[{\vec {b}},{\vec {a}},{\vec {c}}]=-[{\vec {a}},{\vec {c}},{\vec {b}}]=-[{\vec {c}},{\vec {b}},{\vec {a}}]}
- {\displaystyle [\alpha {\vec {a}},{\vec {b}},{\vec {c}}]=\alpha [{\vec {a}},{\vec {b}},{\vec {c}}]}
- {\displaystyle [{\vec {a_{1}}}+{\vec {a_{2}}},{\vec {b}},{\vec {c}}]=[{\vec {a_{1}}},{\vec {b}},{\vec {c}}]+[{\vec {a_{2}}},{\vec {b}},{\vec {c}}]}